# Porto Sant’Elpidio
Porto Sant’Elpidio ist eine italienische Gemeinde (comune) mit 25.860 Einwohnern (Stand 31. Dezember 2023) im Nordosten der Provinz Fermo in der Region Marken. Porto Sant’Elpidio ist ein Küstenort an der Adria. Die Gemeinde grenzt an die Provinz Macerata.
Nördlich des Ortes mündet der Chienti in die Adria, südlich der Tenna. Typisch für die Stadt sind die zahlreichen Pinienwäldchen.

## Sport
Neben einer Fußballmannschaft und einem Basketballverein ist die Stadt als mehrfacher Etappenort des Giro d’Italia bekannt geworden. 1992 und 2012 (6. Etappe) war sie Zielort einer Etappe.

## Verkehr
Porto Sant’Elpidio liegt an der Strada Statale 16. Östlich des eigentlich Ortes verläuft die Autostrada A14.
Eine Anbindung an die Bahnstrecke von Ancona nach Pescara besteht.

## Persönlichkeiten
- Giuseppe Moro (1921–1974), Fußballspieler
- Neri Marcorè (* 1966), Schauspieler